# Баница (община Чашка)
Вижте пояснителната страница за други значения на Баница.
Баница (на македонска литературна норма: Бањица) е село в Северна Македония, част от община Чашка. Църквата в селото е „Възнесение Господне“ („Свети Спас“).

## География
Селото е разположено северно от административния център Чашка.

## Етимология на името
Името на селото не е производно на тестеното изделие баница, а на баня.

## История
На 5 km западно от Баница, на доминантен рид със заравнен връх, са развалините на късноантичната крепост Кале.
В местността Мерата са открити останки от римска вила рустика.
В „Етнография на вилаетите Адрианопол, Монастир и Салоника“, издадена в Константинопол в 1878 година и отразяваща статистиката на населението от 1873 година, Баница (Banitza) е посочено като село с 27 домакинства и 122 жители българи. Според статистиката на Васил Кънчов („Македония. Етнография и статистика“) в края на XIX век Баница има 260 жители, всички българи християни.
В началото на XX век цялото селото е под върховенството на Българската екзархия. По данни на секретаря на екзархията Димитър Мишев („La Macédoine et sa Population Chrétienne“) в 1905 година в Баница (Banitza) има 176 българи екзархисти.
При избухването на Балканската война в 1912 година трима души от Баница са доброволци в Македоно-одринското опълчение.
След Междусъюзническата война в 1913 година селото остава в Сърбия.
На етническата си карта от 1927 година Леонард Шулце Йена показва Баница (Banjica) като българско християнско село.

## Личности
Родени в Баница
- Петър Костов (1877 - ?), български революционер от ВМОРО, четник на Никола Досев[10]

Македоно-одрински опълченци от Баница
- Андрей Ордев (1872 – 1913), Четвърта рота на Осма костурска дружина, убит в Междусъюзническата война на 6 юни 1913 година при Говедарник[11]
- Димитър Василев, Втора рота на Петнадесета щипска дружина[12]
- Н. Тодоров (1889 – ?), Солунски доброволчески отряд[13]